# 村雨 (春雨型駆逐艦)
|          | |
| 艦歴     | |
| 計画     | 1900年度 |
| 起工     | 1902年3月20日 |
| 進水     | 1902年11月29日 |
| 就役     | 1903年7月7日 |
| その後   | 1905年12月12日駆逐艦に種別変更 1912年8月28日三等駆逐艦 1922年4月1日特務艇編入、二等掃海艇類別 1923年4月1日雑役船編入、魚雷標的船指定 |
| 除籍     | 1923年4月1日 |
| 廃船     | 1925年2月14日 |
| 性能諸元 | |
| 排水量   | 常備：375トン |
| 全長     | 69.2m |
| 全幅     | 6.6m |
| 吃水     | 1.8 m |
| 機関     | 艦本式水管缶（石炭専焼）4基 直立式4気筒三連成レシプロ蒸気機械2基2軸 6,000馬力                                                        |
| 最大速力 | 29ノット |
| 航続距離 | 10ノットで1,200海里 |
| 燃料     | 石炭：100トン |
| 乗員     | 62人 |
| 兵装     | 7.6cm単装砲2基 57mm単装砲4基 45cm魚雷発射管単装2基                                                                                   |

村雨（むらさめ）は、大日本帝国海軍の駆逐艦で、春雨型駆逐艦の2番艦である。同名艦に白露型駆逐艦の「村雨」があるため、こちらは「村雨 (初代)」や「村雨I」などと表記される。

## 艦歴
1903年7月7日、横須賀造船廠で竣工し、軍艦に編入され駆逐艦に類別。
1904年、日露戦争が勃発した際には第2艦隊第4駆逐隊に所属していた。旅順口攻撃、黄海海戦、日本海海戦、樺太の戦いなどに参加した。
1914年、青島の戦いに参加。1922年4月1日、特務艇（二等掃海艇）に類別変更。1923年4月1日、雑役船（魚雷標的船）に編入。1925年2月14日、廃船。

## 艦長
※『日本海軍史』第9巻・第10巻の「将官履歴」及び『官報』に基づく。
艦長
- 水町元 少佐：1903年5月20日 - 1905年1月12日
- 小林研蔵 少佐：1905年1月12日 - 12月12日

駆逐艦長
- 小林研蔵 少佐：1905年12月12日 - 1906年2月8日
- （兼）秀島七三郎 中佐：1906年2月8日 - 1906年3月8日
- 中原弥平 大尉：1906年3月8日 - 11月12日
- 園田般二郎 大尉：1906年11月12日 - 1908年2月29日
- 木村豊樹 大尉：1908年2月29日 - 12月10日
- （兼）秋吉照一 大尉：1908年12月10日 - 12月23日
- （兼）副島慶一 大尉：1908年12月23日 - 1909年12月1日
- 荒城二郎 大尉：1909年12月1日 - 1911年12月1日
- 足立脩蔵 大尉：1911年12月1日 - 1912年12月1日
- 角恒吉 大尉：1912年12月1日 - 1913年12月1日
- 立川七郎 大尉：1913年12月1日 - 不詳
- 江口穀治 少佐：不詳 - 1916年12月1日
- 北条釐三郎 大尉：1916年12月1日 - 1917年12月1日[5]
- 松野省三 大尉：1917年12月1日 - 1919年12月1日
- 柳原信男 大尉：1919年12月1日[6] - 1920年10月5日[7]
- 石橋三郎 大尉：1920年10月5日[7] - 1921年12月1日[8]
- 一ノ瀬英太 少佐：1921年12月1日[8] - 1922年3月20日[9]
- （兼）片原常次郎 少佐：1922年3月20日 - 1922年11月10日